# Западный департамент (Гаити)
Западный департамент (фр. Département de l'Ouest, гаит. креол. Lwès) — один из 10 департаментов Гаити. Площадь — 4 982,6 км², население — 3 664 620 человек (в том числе: городское — 2 791 058 чел., сельское — 873 562 чел.; по состоянию на 2009 год). Административный центр — столица страны город Порт-о-Пренс.

## География
Департамент находится в центральной части страны. Граничит на севере с департаментом Артибонит и Центральным департаментом, на юге — с Юго-Восточным департаментом, на западе — с департаментом Нип и омывается водами залива Гонав, на востоке проходит граница с Доминиканской Республикой. В состав департамента также входит остров Гонав. В восточной части департамента находится крупнейшее в стране озеро Соматр.

## История
12 января 2010 года департамент сотрясло сильнейшее за последние два века на Гаити землетрясение магнитудой в 7,0. Наиболее пострадал город Леоган, в котором было разрушено 80-90 % зданий.

## Округа и коммуны
Департамент делится на 5 округов и на 20 коммун:
- Аркае
  - Аркае (Arcahaie)
  - Кабаре (Cabaret)
- Круа-де-Буке
  - Круа-де-Буке (Croix-des-Bouquets)
  - Гантье (Ganthier)
  - Конийон (Cornillon)
  - Томазо (Thomazeau)
  - Фон-Верет (Fonds-Verettes)
- Ла Гонав (La Gonâve)
  - Анс-а-Галет (Anse-à-Galets)
  - Пуэнт-а-Ракет (Pointe-à-Raquette)
- Леоган
  - Леоган (Léogâne)
  - Пети-Гоав (Petit-Goâve)
  - Гран-Гоав (Grand-Goâve)
- Порт-о-Пренс
  - Порт-о-Пренс (Port-au-Prince)
  - Карфур (Carrefour)
  - Дельма (Delmas)
  - Петьонвиль (Pétionville)
  - Сите-Солей (Cité Soleil)
  - Табар (Tabarre)
  - Коскоф (Kenscoff)
  - Гресье (Gressier)